# Brookesia
Brookesia és un gènere de sauròpsids (rèptils) escatosos de la família dels camaleònids endèmic de l'illa de Madagascar.
Mesura com a mitjana uns 10 cm en la seva etapa adulta, i són considerats els camaleons més petits del món. El representant més petit és Brookesia micra, amb 1,5 cm, que té com a hàbitat l'illa de Nosy Hara (Madagascar).
La majoria dels representants d'aquest gènere solament tenen nom científic i van ser descoberts als últims 30 anys i no tenen noms comuns. Aquest gènere habita regions de molt difícil accés i, a causa de la seva petita mida, no han estat objecte d'un profund estudi a comparació dels seus parents de major grandària. Existeixen 25 espècies reconegudes en aquest gènere.

## Taxonomia
Hi ha reconegudes les següents espècies:
- Brookesia ambreensis (Raxworthy i Nussbaum, 1995)
- Brookesia antakarana (Raxworthy & Nussbaum, 1995)
- Brookesia bekolosy (Raxworthy & Nussbaum, 1995)
- Brookesia betschi (Brygoo, Blanc i Domergue, 1974)
- Brookesia bonsi (Ramanantsoa, 1980)
- Brookesia brunoi (Crottini et al., 2012)
- Brookesia brygooi (Raxworthy & Nussbaum, 1995)
- Brookesia confidens Glaw, Köhler, Townsend & Vences, 2012
- Brookesia decaryi (Angel, 1939)
- Brookesia dentata (Mocquard, 1900)
- Brookesia desperata Glaw, Köhler, Townsend & Vences, 2012
- Brookesia ebenaui (Boettger, 1880)
- Brookesia exarmata (Schimmenti i Jesu, 1996)
- Brookesia griveaudi (Brygoo, Blanc & Domergue, 1974)
- Brookesia karchei (Brygoo, Blanc & Domergue, 1970)
- Brookesia lambertoni (Brygoo & Domergue, 1970)
- Brookesia lineata (Raxworthy & Nussbaum, 1995)
- Brookesia lolontany (Raxworthy & Nussbaum, 1995)
- Brookesia micra Glaw, Köhler, Townsend & Vences, 2012
- Brookesia minima (Boettger, 1893)
- Brookesia nana (Glaw et al., 2021)
- Brookesia nasus (Boulenger, 1887)
- Brookesia perarmata (Angel, 1933)
- Brookesia peyrierasi (Brygoo & Domergue, 1974)
- Brookesia stumpffi (Boettger, 1894)
- Brookesia superciliaris (Kuhl, 1820)
- Brookesia therezieni (Brygoo & Domergue, 1970)
- Brookesia thieli (Brygoo & Domergue, 1969)
- Brookesia tristis Glaw, Köhler, Townsend & Vences, 2012
- Brookesia tuberculata (Mocquard, 1894)
- Brookesia vadoni (Brygoo & Domergue, 1968)
- Brookesia valerieae (Raxworthy, 1991)